# Вен Ђабао
Вен Ђабао (кин: 温家宝; Тјенцин, 15. септембар 1942) је био премијер Кине од марта 2003. године до марта 2013. године. Члан је Комунистичке партије. Изабран је на 10. конгресу а реизабран на 11. конгресу.

## Биографија
Вен је по струци геолог који је 1968. године дипломирао на Пекиншком институту геологије. Након тога је послан у Гансу где је прво радио као геолог, а затим је у унутрашњости Кине радио на низу управних функција пењући се кроз бирократску хијерархију. Потом је био премештен у Пекинг где је радио као начелник Главног уреда Партије од 1987. до 1993. године, а био је и помоћник премијера Џао Цијанга за време протеста на тргу Тјенанмен 1989. године. Године 1998. био је унапређен на место заменика премијера од стране свог ментора Џу Жунгђија, који му је уделио портфеље пољопривреде и финансија.
Након што је године 2003. године постао премијер, Вен је био сматран за кључногм човека четврте генерације руководства Комунистичке партије Кине, заједно с генералним секретаром Ху Ђинтаоом. Познат по својој сталожености у јавним наступима и радној етици, Вен јетоком свог мандата био један од најекспониранијих представника кинеске власти, и уживао надимак народни премијер у домаћим и страним медијима. Популистичке мере и имиџ обичног човека га раздвајају од остатка кинеске политичке елите.